# Joseba Etxeberria
Joseba Pedro Etxeberría Lizardi (Elgoibar, 5 september 1977) is een Spaans voormalig profvoetballer. Hij speelde tussen  1995 en 2010 als aanvaller bij Athletic de Bilbao. Exteberría kreeg vanwege zijn sterke persoonlijkheid de bijnaam El Gallo (De Haan).

## Clubcarrière
Exteberría speelde jarenlang in de jeugd van Real Sociedad en in het seizoen 1994/1995 debuteerde hij voor deze club in de Primera División. Lokale rivaal Athletic de Bilbao kocht Exteberría in 1995 voor ongeveer drie miljoen euro weg bij Real Sociedad, iets wat de verhoudingen tussen de twee Baskische clubs flink verstoorde. Bij Athletic groeide Exteberría uit tot een zeer gewaardeerde speler. In 1999 behaalde hij met zijn club de tweede plaats in de competitie achter kampioen FC Barcelona, wat betekende dat Athletic zich plaatste voor de UEFA Champions League. Het bleef in het seizoen 1999/2000 bij zes groepswedstrijden voor Exteberría in het grootste Europese toernooi. In de zomer van 2003 leek Etxeberría dicht bij een transfer naar FC Barcelona, maar de aanvaller bleef zijn club trouw. Nadat Julen Guerrero in 2006 zijn loopbaan als profvoetballer beëindigde, werd Etxeberría aanvoerder van Athletic.

### Statistieken
| seizoen | club               | land   | competitie       | wed. | goals |
| ------- | ------------------ | ------ | ---------------- | ---- | ----- |
| 1994/95 | Real Sociedad      | Spanje | Primera División | 7    | 2     |
| 1995/96 | Athletic de Bilbao | Spanje | Primera División | 33   | 7     |
| 1996/97 | Athletic de Bilbao | Spanje | Primera División | 35   | 5     |
| 1997/98 | Athletic de Bilbao | Spanje | Primera División | 36   | 11    |
| 1998/99 | Athletic de Bilbao | Spanje | Primera División | 36   | 5     |
| 1999/00 | Athletic de Bilbao | Spanje | Primera División | 36   | 11    |
| 2000/01 | Athletic de Bilbao | Spanje | Primera División | 28   | 5     |
| 2001/02 | Athletic de Bilbao | Spanje | Primera División | 31   | 8     |
| 2002/03 | Athletic de Bilbao | Spanje | Primera División | 33   | 14    |
| 2003/04 | Athletic de Bilbao | Spanje | Primera División | 34   | 6     |
| 2004/05 | Athletic de Bilbao | Spanje | Primera División | 33   | 3     |
| 2005/06 | Athletic de Bilbao | Spanje | Primera División | 29   | 3     |
| 2006/07 | Athletic de Bilbao | Spanje | Primera División | 15   | 1     |
| 2008/09 | Athletic de Bilbao | Spanje | Primera División | 22   | 2     |
| 2009/10 | Athletic de Bilbao | Spanje | Primera División | 6    | 0     |

## Interlandcarrière
Etxeberría was tevens international. In 1995 werd de Bask met zeven doelpunten topscorer van het WK Onder-20 in Qatar. Hij speelde 53 interlands voor het Spaans nationaal elftal, waarin Etxeberría twaalf keer doel trof. Zijn debuut was op 19 november 1997 tegen Roemenië.
Op 16 juni 2004 speelde de aanvaller tegen Griekenland zijn laatste interland. Etxeberría behoorde tot de Spaanse selecties voor het WK 1998, het EK 2000 en het EK 2004. Op het EK 2000 maakte hij in de groepswedstrijd tegen Slovenië het winnende doelpunt (2-1).
Etxeberría werd in 1995 met zeven treffers topscorer van het WK voetbal U20 in Qatar, waar Spanje in de troostfinale met 3-2 verloor van buurland Portugal.

## Trainer
Tijdens het seizoen 2019-2020 leidde hij Bilbao Athletic met een derde plaats van de Segunda División B naar de eindronde.  Daar werd echter tijdens de eerste ronde tegen CD Badajoz verloren na het nemen van de strafschoppen.
Tijdens het seizoen 2022-2023 was hij trainer bij CD Mirandés.
Op 14 juni 2023 tekende hij een contract bij reeksgenoot SD Eibar.
|-
1 Zubizarreta  ·
2 Ferrer ·
3 Aranzábal ·
4 Alkorta ·
5 Abelardo ·
6 Hierro ·
7 Morientes ·
8 Guerrero · 
9 Pizzi ·
10 Raúl ·
11 Alfonso ·
12 Sergi Barjuán ·
13 Cañizares ·
14 Campo ·
15 Aguilera ·
16 Celades ·
17 Etxeberria ·
18 Amor ·
19 Kiko ·
20 Nadal ·
21 Enrique ·
22 Molina ·
Coach: Clemente
1 Cañizares ·
2 Salgado ·
3 Aranzábal ·
4 Guardiola ·
5 Abelardo ·
6 Hierro  ·
7 Helguera ·
8 Fran ·
9 Munitis ·
10 Raúl ·
11 Alfonso ·
12 Sergi Barjuán ·
13 Casillas ·
14 Gerard ·
15 Engonga ·
16 Mendieta ·
17 Etxeberria ·
18 Jémez ·
19 Velasco ·
20 Urzaíz ·
21 Valerón ·
22 Molina ·
Coach: Camacho
1 Cañizares ·
2 Capdevila ·
3 Marchena ·
4 Albelda ·
5 Puyol ·
6 Helguera ·
7 Raúl  ·
8 Baraja ·
9 Torres ·
10 Morientes ·
11 Luque ·
12 Gabri ·
13 Aranzubia ·
14 Vicente ·
15 Bravo ·
16 Alonso ·
17 Etxeberria ·
18 César ·
19 Joaquín ·
20 Xavi ·
21 Valerón ·
22 Juanito ·
23 Casillas ·
Coach: Sáez